# Reutov
Reutov (tiếng Nga: Реутов) là một thành phố Nga. Thành phố này thuộc chủ thể Moskva Oblast. Thành phố có dân số 76.805 người (theo điều tra dân số năm 2002). Đây là thành phố lớn thứ 207 của Nga theo dân số năm 2002.